# Eat
Eat je film vytvořený v roce 1963 Andym Warholem. Je to krátký černobílý film, který zabírá muže na houpací židli, jak asi 45 minut konzumuje houbu. Jediné rozptýlení přijde ve chvíli, když se na rameni muže párkrát usídlí kočka.